# Гермітедж (Пенсільванія)
Гермітедж (англ. Hermitage) — місто (англ. city) в США, в окрузі Мерсер штату Пенсільванія. Населення — 16 230 осіб (2020).

## Географія
Гермітедж розташований за координатами 41°13′46″ пн. ш. 80°26′27″ зх. д. / 41.22944° пн. ш. 80.44083° зх. д. (41.229552, -80.440704).  За даними Бюро перепису населення США в 2010 році місто мало площу 75,95 км², з яких 75,72 км² — суходіл та 0,23 км² — водойми.

## Демографія
Згідно з переписом 2010 року, у місті мешкало 16 220 осіб у 7246 домогосподарствах у складі 4550 родин. Густота населення становила 214 осіб/км².  Було 7786 помешкань (103/км²).
Расовий склад населення:
| - 93,3 % — білих - 3,8 % — чорних або афроамериканців - 1,2 % — азіатів - 0,1 % — корінних американців |

До двох чи більше рас належало 1,3 %. Частка іспаномовних становила 1,0 % від усіх жителів.
За віковим діапазоном населення розподілялося таким чином: 19,3 % — особи молодші 18 років, 55,9 % — особи у віці 18—64 років, 24,8 % — особи у віці 65 років та старші. Медіана віку мешканця становила 48,8 року. На 100 осіб жіночої статі у місті припадало 85,6 чоловіків;  на 100 жінок у віці від 18 років та старших — 82,7 чоловіків також старших 18 років.
Середній дохід на одне домашнє господарство  становив 69 633 долари США (медіана — 53 480), а середній дохід на одну сім'ю — 86 891 долар (медіана — 71 393). Медіана доходів становила 50 735 доларів для чоловіків та 33 611 долар для жінок. За межею бідності перебувало 7,0 % осіб, у тому числі 10,8 % дітей у віці до 18 років та 4,1 % осіб у віці 65 років та старших.
Цивільне працевлаштоване населення становило 7931 особа. Основні галузі зайнятості: освіта, охорона здоров'я та соціальна допомога — 31,6 %, виробництво — 16,7 %, роздрібна торгівля — 13,5 %.